# Disteldorp

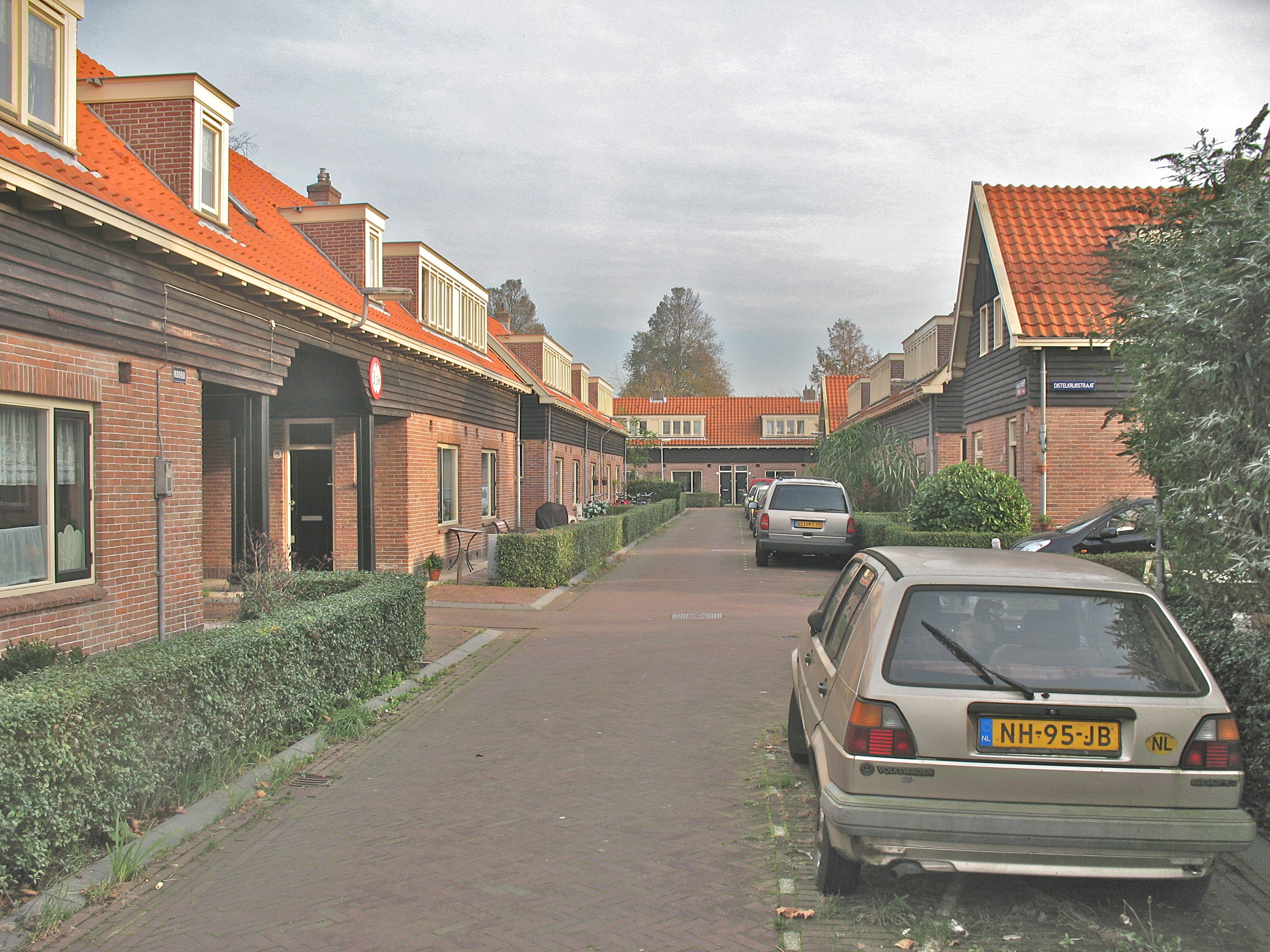
Disteldorp na de renovatie van 2003

De Amsterdamse buurt Disteldorp ligt in stadsdeel Amsterdam-Noord in de Nederlandse provincie Noord-Holland. Tot de eerste volkswoningbouw behoorde in 1918 een wijkje met noodwoningen ten noorden van de Distelweg. Met allerlei Distel-straatnamen zoals Lange Distelstraat, Distelkade en Distelplein werd dit al snel Disteldorp genoemd. Het dorp staat sinds het jaar 2000 op de gemeentelijke monumentenlijst.

## Geschiedenis
Tot 1851 was het gebied water en werd in 1851 door inpoldering de Buiksloterham en viel bestuurlijk onder de gemeente Buiksloot. De polder was voor een klein gedeelte in gebruik bij landbouw- en veeteeltbedrijven. De 200 hectare grote polder bleef verder afgezien van enkele grote baggerstortplaatsen decennialang grotendeels leeg. In 1877 werd de Buiksloterham na een langdurige poging door Amsterdam geannexeerd en bestemd voor de gewenste verplaatsing van gevaarlijke en hindergevende bedrijven uit de overvolle stad. Een ander deel van de polder werd gebruikt voor woningbouw zoals Disteldorp.

## Gemeentelijke woningbouw
Vanwege de grote woningnood in Amsterdam die nog extra steeg door de komst van Belgische vluchtelingen als gevolg van het geweld van de Eerste Wereldoorlog, zijn in korte tijd Disteldorp en Vogeldorp gebouwd in 1918 en 1919. De huizen, ontworpen door Berend Tobia Boeyinga werden gebouwd met een gebruiksduur voor ogen van 35 jaar. De gemeente Amsterdam nam de bouw en de exploitatie in eigen beheer via de Gemeentelijke Woningdienst Amsterdam onder directeur Arie Keppler, vooral om snel te kunnen bouwen en de huur laag te houden. In 1932 kwam er een eerste renovatieronde nadat er was besloten dat de woningen zouden blijven staan. Sommige tijdelijke constructies werden door meer permanente vervangen. In 1998 werd, na protesten van bewoners, besloten een voorgenomen sloopplan niet uit te voeren. Woningbouwcorporatie Lieven De Key nam Disteldorp over van het gemeentelijk Woningbedrijf Amsterdam. De huizen zijn in 2003 gerenoveerd en daarna deels aan particulieren verkocht.
 Abberdaan · Admiralenbuurt · Amstel III · Amsteldorp · Amstelkwartier · Andreas Ensemble · Apollobuurt · ArenAPoort · Bajeskwartier · Banne Buiksloot · Bedrijventerrein Sloterdijk · Bellamybuurt · Betondorp · Bijlmer · Binnenstad · Bloemenbuurt · Borgerbuurt · Borneo · Bos en Lommer · Buiksloot · Buiksloterham · Buikslotermeer · Buiteneiland · Buitenveldert · Bullewijk · Burgwallen Oude Zijde · Burgwallen Nieuwe Zijde · Centrum Amsterdam Noord · Centrumeiland · Chassébuurt · Chinatown · Cremerbuurt (Amsterdam) · Cruquius · Czaar Peterbuurt · Da Costabuurt · Dapperbuurt · De Aker · De Baarsjes · De Bongerd · De Eendracht · De Heining · De Krommert · De 9 Straatjes · De Omval · De Pijp · Diamantbuurt · Driemond · Disteldorp · Dubbele Buurt · Duivelseiland · Duvelshoek · Elzenhagen · Erasmusparkbuurt · Floradorp · Frederik Hendrikbuurt · Funenpark · Gaasperdam · Gein · Geuzenveld · Gibraltarbuurt · Gouden Reael · Gulden Winckelbuurt · Grachtengordel · Haarlemmerbuurt · Hallenkwartier · Haven-Stad · Haveneiland · Havenstraatterrein · Helmersbuurt · Het Funen · Holendrecht · Hoofddorppleinbuurt · Houthaven · IJ-oevers · IJburg · IJdock · IJplein · Indische Buurt · Jan Maijenbuurt · Java-eiland · Jeruzalem · Jeugdland ·Jodenbuurt · Jordaan · Julianapark · Kadijken · Kadoelen · Kattenburg · Kinkerbuurt · KNSM-eiland · Kolenkitbuurt · Kop van Jut · Van der Kunbuurt · Laan van Spartaan · Landlust · Landstrekenbuurt · Lastage · Leidsebuurt · Lutkemeer · Marathonbuurt · Marineterrein · Marken · Marktkwartier · Medisch Centrum Slotervaart · Mercatorbuurt · Middelveldsche Akerpolder · Molenwijk · Museumkwartier · Nellestein · Nieuw Sloten · Amsterdam Nieuw-West · Nieuwe Pijp · Nieuwendam · Nieuwendammerdijk en Buiksloterdijk · Nieuwendammerham · Nieuwezijde · Nieuwmarkt · Noorderhof · Noordoever Sloterplas · Noordse Bos · Olympisch Kwartier · Omval · Ookmeer · Oostelijk Havengebied · Oostelijke Eilanden · Oostelijke Handelskade · Oostenburg · Oosterdokseiland · Oosterparkbuurt · Oostoever Sloterplas · Oostpoort · Oostzanerwerf · Osdorp · Oud Osdorp · Oud-Oost · Oud-West · Oud-Zuid · Oude Pijp · Oudezijde · Overamstel · Overhoeks · Overtoombuurt · Overtoomse Buurt · Overtoomse Veld · Park Haagseweg · Park de Meer · Plan van Gool · Plan West · Plan Zuid · Planciusbuurt · Plantagebuurt · Postjesbuurt · Prinses Irenebuurt · Rapenburg · Reigersbos · Riekerpolder · Rieteilanden · Rietlanden · Rivierenbuurt · Robert Scottbuurt · Roeterseiland · Ruigoord · Schinkel (bedrijventerrein) · Schinkelbuurt · Science Park · Sloten · Sloterdijk · Sloterdijk-Centrum · Slotermeer · Slotervaart · Sluisbuurt · Spaarndammerbuurt · Spieringhorn · Sporenburg · Sportheldenbuurt · Staatsliedenbuurt · Stadionbuurt · Steigereiland · Strandeiland · Teleport · Transvaalbuurt · Trompbuurt · Tuindorp Buiksloot · Tuindorp Buiksloterham · Tuindorp Nieuwendam · Tuindorp Oostzaan · Tuttifruttidorp · Van Tijenbuurt · Uilenburg · Universiteitskwartier · Valkenburg · Van der Kunbuurt · Van der Pekbuurt · Van Lennepbuurt · Venserpolder · Vlooienburg · Vogelbuurt · Vogeldorp · Vogeltjeswei · Volewijck · Vondelparkbuurt · Vrije Geer · Waalseiland · Watergraafsmeer · Waterlandpleinbuurt · Waterwijk · Weesp · Weesperbuurt · Weespertrekvaartbuurt · Weesperzijde · Westelijke Eilanden · Westelijke Tuinsteden · Westerdokseiland · Westerpark · Westpoort · Willemspark · Wittenburg · Zeeburg · Zeeburgereiland · Zeeheldenbuurt · Zuidas · Zuideramstel